# Lista de treinadores premiados pela IFFHS
Esta é a lista dos melhores treinadores de futebol do mundo divulgada anualmente pela Federação Internacional de História e Estatísticas do Futebol (IFFHS).

## Ranking 2013
Este é o ranking dos melhores treinadores de 2013:
| Posição | Treinador           | País      | Clube/Seleção atual  | Pontos |
| ------- | ------------------- | --------- | -------------------- | ------ |
| 1       | Vicente del Bosque  | Espanha   | Espanha              | 161    |
| 2       | Joachim Löw         | Alemanha  | Alemanha             | 101    |
| 3       | Luiz Felipe Scolari | Brasil    | Guangzhou Evergrande | 74     |
| 4       | Marc Wilmots        | Bélgica   | Bélgica              | 54     |
| 5       | José Pékerman       | Argentina | Colômbia             | 40     |
| 6       | Alejandro Sabella   | Argentina | Argentina            | 23     |
| 7       | Óscar Tabárez       | Uruguai   | Uruguai              | 11     |
| 8       | Cesare Prandelli    | Itália    | Galatasaray          | 9      |
| 9       | Jürgen Klinsmann    | Alemanha  | Estados Unidos       | 8      |

## Ranking 2010
Este é o ranking dos melhores treinadores de 2010:
| Posição | Treinador       | País          | Clube/Seleção atual          | Pontos |
| ------- | --------------- | ------------- | ---------------------------- | ------ |
| 1       | José Mourinho   | Portugal      | Internazionale / Real Madrid | 294    |
| 2       | Pep Guardiola   | Espanha       | Barcelona                    | 188    |
| 3       | Louis van Gaal  | Países Baixos | Bayern de Munique            | 75     |
| 4       | Quique Flores   | Espanha       | Atlético de Madrid           | 46     |
| 5       | Carlo Ancelotti | Itália        | Chelsea                      | 41     |
| 6       | Alex Ferguson   | Reino Unido   | Manchester United            | 38     |
| 7       | Arsène Wenger   | França        | Arsenal                      | 33     |
| 8       | Celso Roth      | Brasil        | Internacional                | 24     |
| 9       | Roy Hodgson     | Reino Unido   | Fulham / Liverpool           | 20     |
| 10      | Lamine N'Diaye  | Senegal       | Mazembe                      | 11     |